# Uehlfeld
Uehlfeld – gmina targowa w Niemczech, w kraju związkowym Bawaria, w rejencji Środkowa Frankonia, w regionie Westmittelfranken, w powiecie Neustadt an der Aisch-Bad Windsheim, siedziba wspólnoty administracyjnej Uehlfeld. Leży około 12 km na północny wschód od Neustadt an der Aisch, nad rzeką Aisch, przy drodze B470.

## Dzielnice
W skład gminy wchodzą następujące dzielnice: 
| - Uehlfeld - Demantsfürth - Egelsbach - Eselsmühle - Gottesgab | - Hohenmühle - Nonnenmühle - Peppenhöchstädt - Rohensaas - Schornweisach | - Tragelhöchstädt - Voggendorf - Wallmershof |